# Rak neuroendokrynny skóry
Rak neuroendokrynny skóry (łac. carcinoma neuroendocrinale cutis), rak z komórek Merkla, MCC (od ang. Merkel-cell carcinoma) – rzadki, pierwotny rak skóry o dużej złośliwości, wywodzący się z komórek Merkla.

## Epidemiologia
Rak z komórek Merkla występuje przede wszystkim w 8. dekadzie życia. Istnieją przesłanki o wirusowym podłożu (poliomawirusy) tego nowotworu.

## Obraz kliniczny i przebieg
Rak z komórek Merkla jest nowotworem o bardzo agresywnym przebiegu. W przeciwieństwie do innych nowotworów neuroendokrynnych, objawy endokrynologiczne rzadko stanowią część obrazu klinicznego tej choroby. Zwykle objawia się jako twardy, niebolesny guzek, o gładkiej powierzchni, najczęściej w skórze głowy i szyi (50% przypadków) oraz kończyn (40%). W obrębie skóry głowy najczęstszymi lokalizacjami są powieki i okolice nadoczodołowe. Rzadko guz jest mnogi. W 50% przypadków w momencie rozpoznania obecne są już przerzuty w węzłach chłonnych, w 35% występują też przerzuty odległe, przede wszystkim do płuc, mózgu, wątroby i kości. U połowy pacjentów może wystąpić nawrót choroby po leczeniu.

## Obraz histologiczny

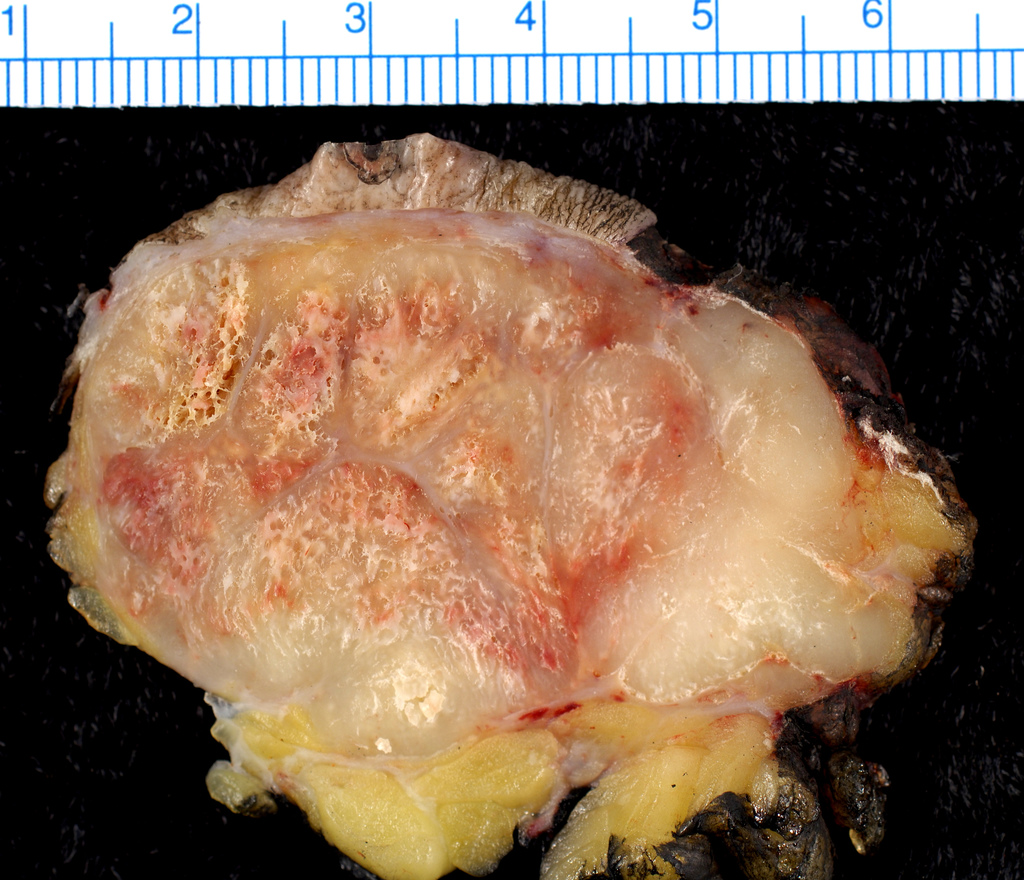
Guz nowotworowy ze skóry pośladka 45-letniej kobiety, histologicznie będący rakiem neuroendokrynnym skóry

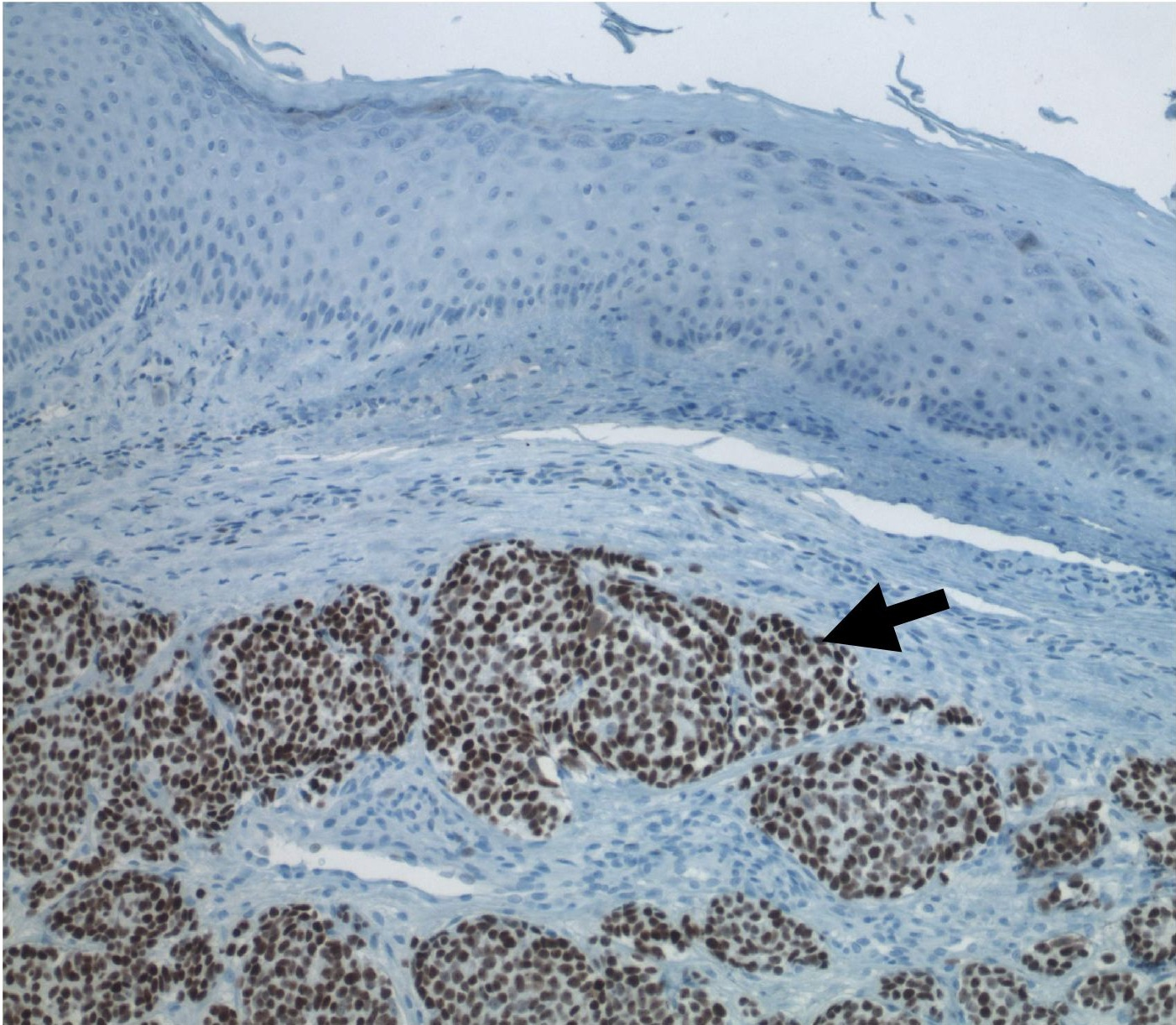
Obraz histologiczny raka z komórek Merkla naciekającego skórę (komórki nowotworu wybarwione na brązowo przy użyciu metod immunohistochemicznych)

Mikroskopowo MCC jest rakiem drobnokomórkowym, nisko zróżnicowanym; zbudowany jest z drobnych komórek (nieco większych od limfocytu), o skąpej cytoplazmie, okrągłych jądrach o drobnoziarnistej chromatynie. Liczne są figury podziałów mitotycznych, komórki apoptotyczne i ogniska martwicy. W podścielisku dużo jest naczyń włosowatych. Na preparatach barwionych hematoksyliną i eozyną wybarwieniu ulegają konglomeraty filamentów pośrednich w postaci kul w pobliżu biegunów jądra komórkowego (ang. IF bodies), diagnostyczne dla tego typu raka. Komórki tego nowotworu wykazują również obecność ziarnistości neurosekrecyjnych. Histologicznie wyróżniamy trzy typy MCC:
- beleczkowaty (trabekularny)
- pośredni
- drobnokomórkowy.

## Leczenie
Stosuje się radykalną resekcję ogniska pierwotnego wraz z regionalnymi węzłami chłonnymi oraz radio- i chemioterapię.
Amerykańska Agencja Żywności i Leków w marcu 2017 zaaprobowała do leczenia neuroendokrynnego raka skóry (raka Merkla) lek avelumab.

## Klasyfikacja ICD10
| kod ICD10     | nazwa choroby                                  |
| ------------- | ---------------------------------------------- |
| ICD-10: C44   | Inne nowotwory złośliwe skóry                  |
| ICD-10: C44.0 | Skóra wargi                                    |
| ICD-10: C44.1 | Skóra powieki, łącznie z kątem oka             |
| ICD-10: C44.2 | Skóra ucha i przewodu słuchowego zewnętrznego  |
| ICD-10: C44.3 | Skóra innych i nieokreślonych części twarzy    |
| ICD-10: C44.4 | Skóra owłosiona głowy i szyi                   |
| ICD-10: C44.5 | Skóra tułowia                                  |
| ICD-10: C44.6 | Skóra kończyny górnej, łącznie z barkiem       |
| ICD-10: C44.7 | Skóra kończyny dolnej, łącznie z biodrem       |
| ICD-10: C44.8 | Zmiany przekraczające granice określone kodami |
| ICD-10: C44.9 | Nowotwór złośliwy skóry, nieokreślony          |